# Fußball-Bundesliga 2006/07
Die Bundesliga 2006/07 war die 44. Saison der höchsten deutschen Spielklasse im Fußball der Männer. Sie startete am 11. August 2006 mit dem Spiel des FC Bayern München gegen Borussia Dortmund und endete am 19. Mai 2007. Deutscher Meister wurde der VfB Stuttgart, in die Zweitklassigkeit mussten der 1. FSV Mainz 05, Alemannia Aachen und Borussia Mönchengladbach absteigen.

## Saisonverlauf

### Meisterschaftsentscheidung

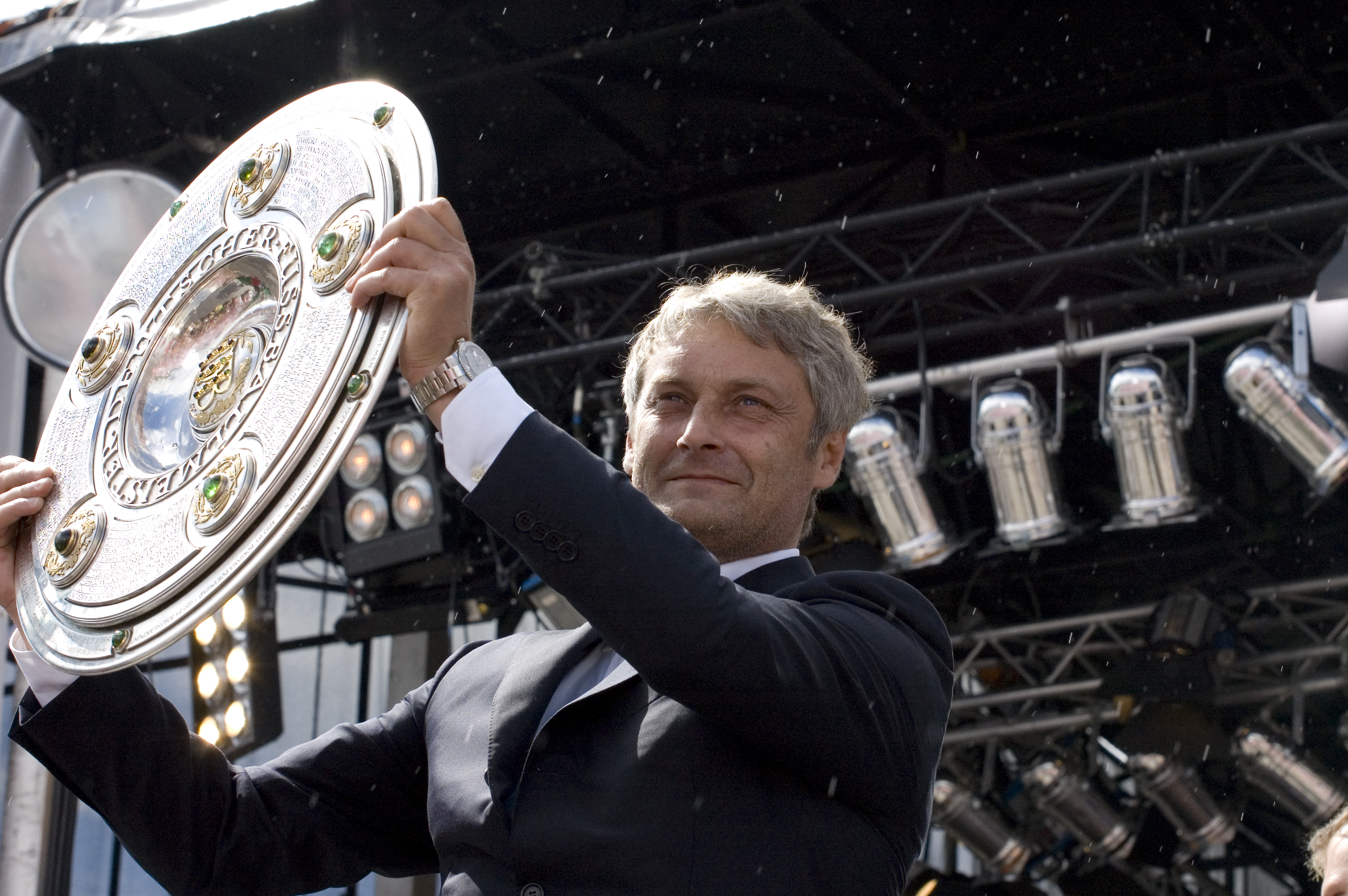
Trainer Armin Veh mit der Meisterschale

Der Titelgewinn des VfB Stuttgart war für viele überraschend; das Team von Trainer Armin Veh und Manager Horst Heldt war neu zusammengestellt worden und zugleich die jüngste Mannschaft der Liga, so dass sie vor Saisonbeginn allenfalls als Kandidat für einen Platz im UEFA-Pokal galt. Nachdem die Mannschaft im ersten Spiel mit einer Heimniederlage gegen den 1. FC Nürnberg gleich ans Tabellenende gelangte und nach einer weiteren Heimniederlage gegen Borussia Dortmund einen für den VfB unbefriedigenden Saisonstart hatte, schien auch während der Spielzeit zunächst nichts auf einen Titelgewinn der Schwaben hinzudeuten: Als Favoriten galten die vier Erstplatzierten der Saison 2005/06 – FC Bayern München, Werder Bremen, der Hamburger SV und der FC Schalke 04 –, die mit Ausnahme der Hamburger bereits an den ersten Spieltagen oben mitspielten und auch bis zum Ende der Spielzeit in den Kampf um die Meisterschaft involviert waren.

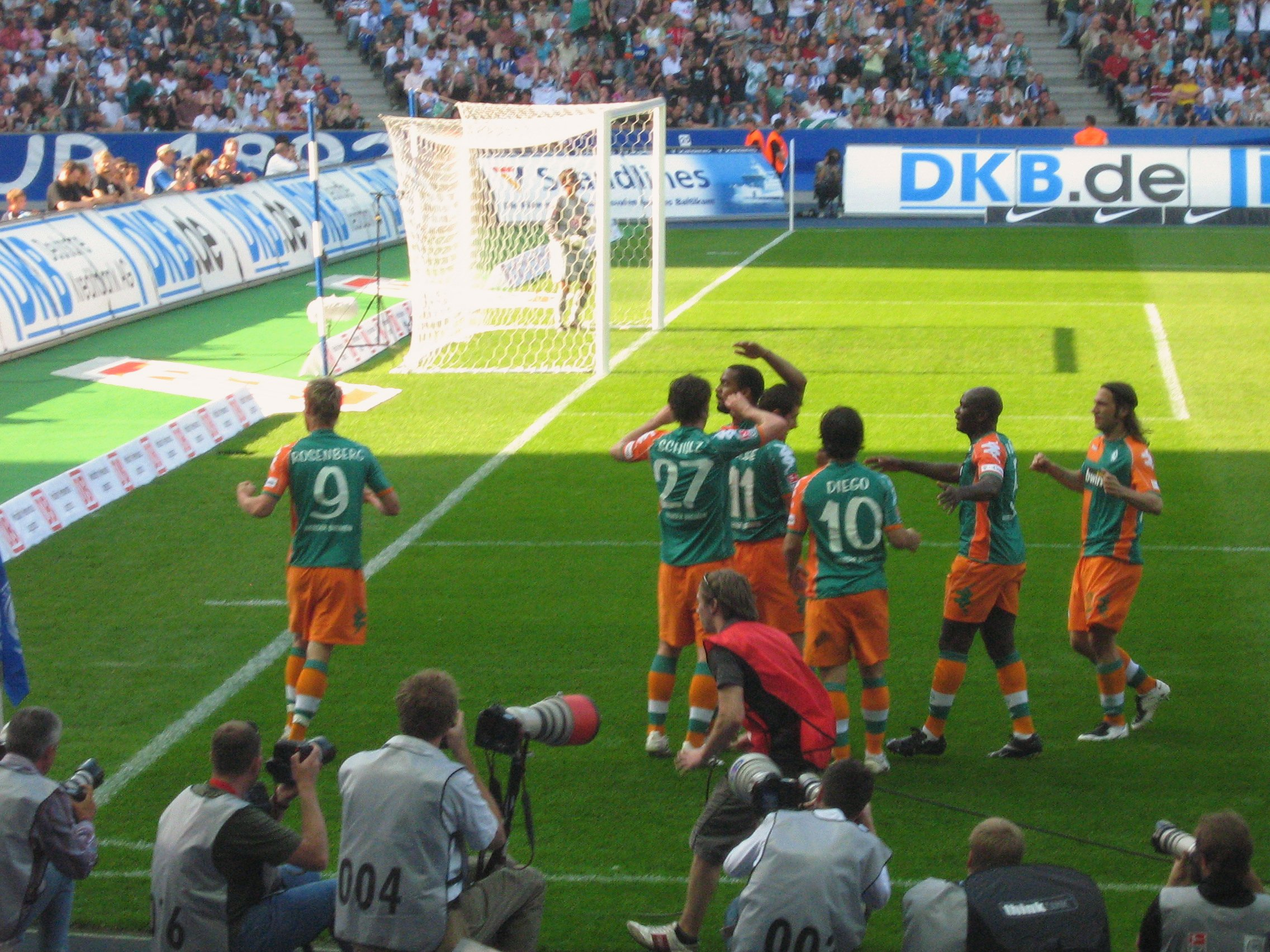
Werder Bremen gegen Hertha BSC am 6. Mai 2007

In der Hinrunde glänzte dabei vor allem Werder Bremen, das sich vor der Spielzeit mit dem brasilianischen Spielmacher Diego und dem deutschen Innenverteidiger Per Mertesacker verstärkt hatte und nach Ansicht vieler Experten den schönsten Fußball der Liga spielte. Insbesondere die Auswärtssiege in Bochum, Mainz und Frankfurt, als Werder jeweils sechs Treffer erzielte, machten die Mannschaft von Trainer Thomas Schaaf schnell zum Favoriten auf den Titelgewinn. Da Werder sich jedoch immer wieder Schwächen erlaubte, konnte sich die Mannschaft niemals von ihren Verfolgern absetzen und war zur Winterpause auch nur punktgleich mit Schalke Herbstmeister. Die Gelsenkirchener waren ebenfalls mäßig in die Saison gestartet, hatten jedoch nach dem 0:3 in Stuttgart am neunten Spieltag – dem Beginn der Aufholjagd des VfB – eine Serie von 13 Spielen ohne Niederlage gestartet, die sie zu Beginn der Rückrunde an die Tabellenspitze führte.
Bayern München spielte derweil die schlechteste Saison seit der Spielzeit 1994/95; trotz des Trainerwechsels von Felix Magath zu Ottmar Hitzfeld nach zwei Spieltagen der Rückrunde wurden die Münchner nur Tabellenvierter und qualifizierten sich damit zum ersten Mal seit zehn Jahren nicht für die UEFA Champions League. Insbesondere die zehn Saisonniederlagen, viele davon gegen Abstiegskandidaten, beraubten die Bayern spätestens fünf Spieltage vor Saisonende aller Meisterschaftsträume. Schalke 04 führte die Tabelle weiterhin an, zwei Punkte hinter den Gelsenkirchenern lag Werder Bremen auf Rang zwei, Stuttgart folgte ebenfalls mit zwei Punkten Abstand. Da die Schwaben jedoch die letzten acht Saisonspiele für sich entscheiden konnten und die beiden Konkurrenten an den letzten Spieltagen jeweils zweimal patzten (Schalke unterlag auswärts in Bochum und Dortmund, Bremen verlor in Bielefeld und gegen Frankfurt), sicherte sich der VfB am 34. Spieltag durch ein 2:1 gegen Energie Cottbus seine fünfte Meisterschaft. Es war der erste Titel für die Schwaben seit dem DFB-Pokal 1997, in dessen Finale der VfB seinerzeit ebenfalls gegen Cottbus gewann.

### Abstiegskampf

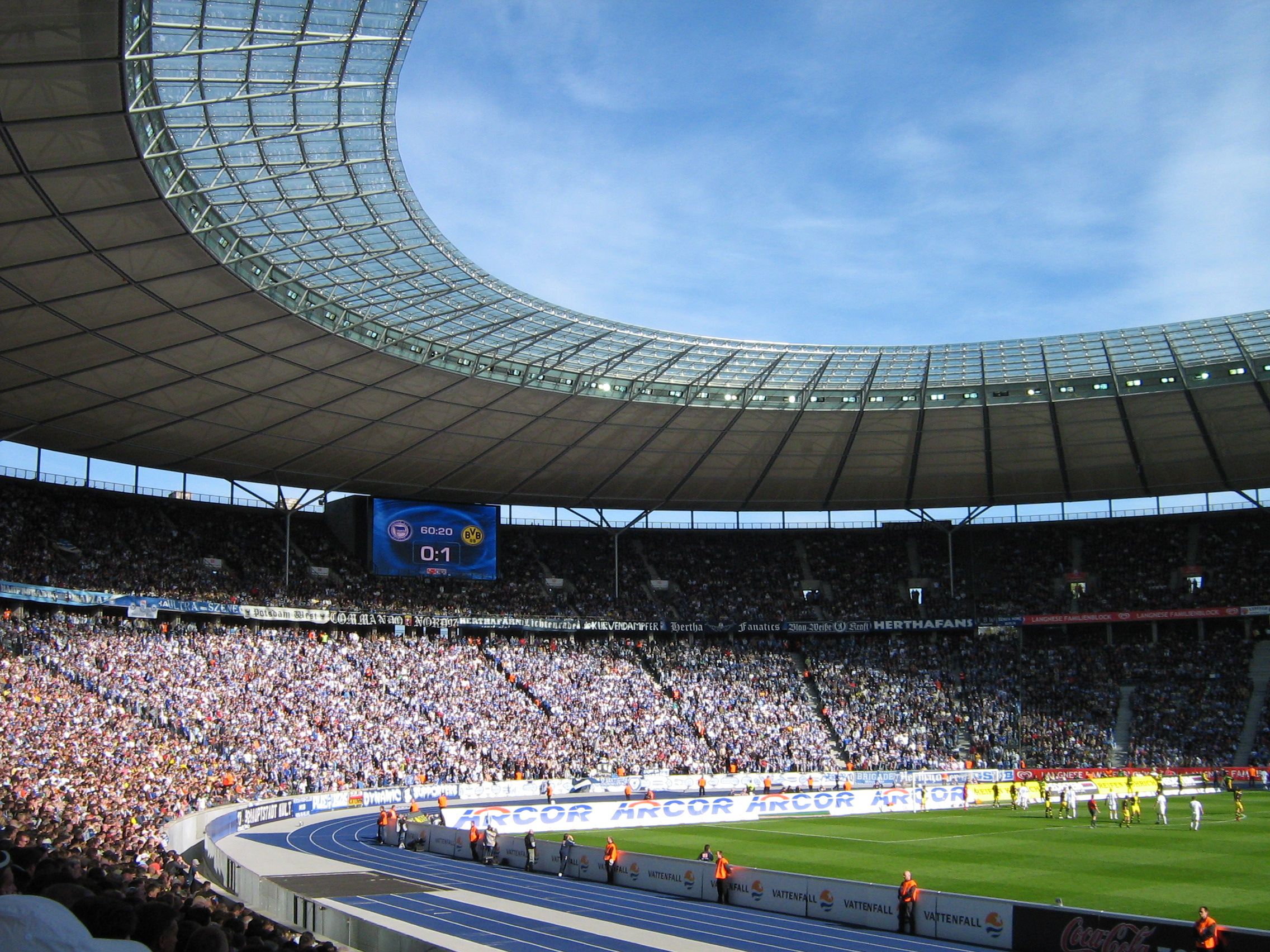
Szene vom Spiel zwischen Hertha BSC und Borussia Dortmund am 21. April 2007

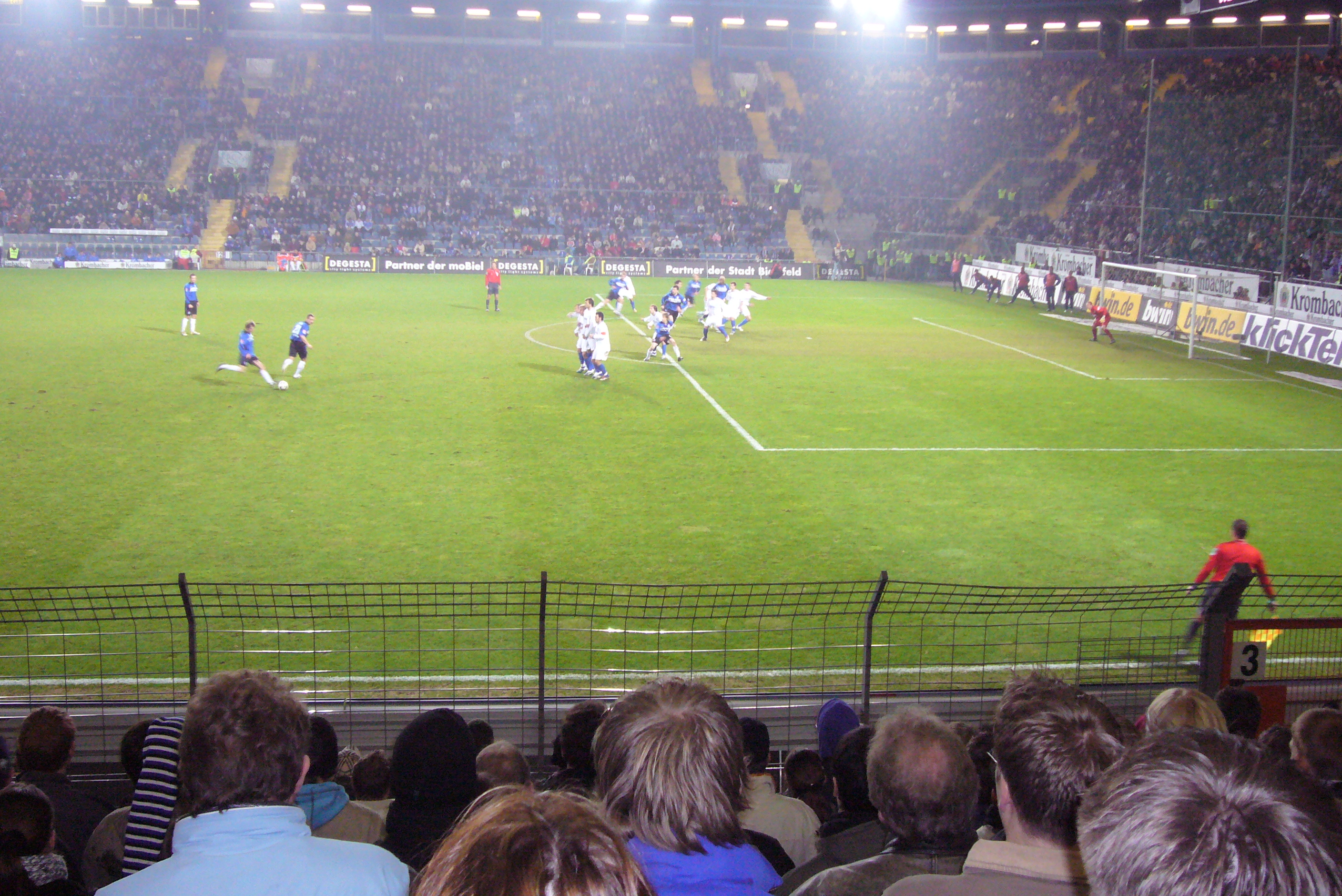
Partie Arminia Bielefeld – VfL Bochum am 18. Februar 2007

Mit Ausnahme der Mannschaften von Bayer 04 Leverkusen und vom 1. FC Nürnberg, die bis zum Ende der Saison um den fünften Platz kämpften, steckten die anderen zwölf Mannschaften der Liga bis wenige Spieltage vor Schluss im Abstiegskampf, was in dieser Konstellation bisher einmalig war. Dabei war allen Mannschaften gemein, dass sie sowohl längere Schwächephasen als auch Erfolgsserien hatten; abgesehen von Borussia Mönchengladbach, das zwar mit vier Heimsiegen in die Saison gestartet, bis zur Winterpause aber in die Niederungen der Tabelle abgerutscht war und dem FSV Mainz 05, der vom 9. bis zum 21. Spieltag in der Abstiegszone verweilte, befand sich kein Verein über längere Zeiträume auf einem Abstiegsplatz.
In die Hinrunde startete Hannover 96 zunächst mit null Punkten aus den ersten drei Spielen und dem ersten Trainerwechsel von Peter Neururer zu Dieter Hecking schwach, konnte sich später aber ins Mittelfeld der Liga absetzen. Dafür blieben vor allem Mainz 05 und der Hamburger SV weit unter ihren Möglichkeiten, die jeweils nur einen Sieg verbuchten und abgeschlagen auf den letzten beiden Plätzen überwinterten. Da beide Mannschaften (der Hamburger SV mit dem neuen Trainer Huub Stevens) jedoch mit Siegesserien in die Rückrunde starteten, entwickelte sich schnell eine der spannendsten Abstiegsentscheidungen in der Geschichte der Bundesliga. Borussia Dortmund und Arminia Bielefeld rettete beispielsweise erst der zweite Trainerwechsel der Saison – in Dortmund waren zunächst Bert van Marwijk und Jürgen Röber gescheitert, so dass der zuvor vom Hamburger SV entlassene Thomas Doll das Team vor dem Abstieg retten musste, bei der Arminia richtete es nach dem Absturz auf einen Abstiegsplatz unter Thomas von Heesen und Frank Geideck erst der Bielefelder „Jahrhunderttrainer“ Ernst Middendorp.
Souverän sicherten sich die beiden Aufsteiger vom VfL Bochum und Energie Cottbus den Klassenerhalt; beide spielten vor allem auswärts überraschend stark und verfügten zudem mit Theofanis Gekas bzw. Sergiu Radu über ebenso preiswerte wie erfolgreiche Stürmer. Der dritte Aufsteiger aus Aachen musste dagegen absteigen; nachdem die Mannschaft nach dem 26. Spieltag mit 33 Punkten bereits gerettet schien, holte sie aus den letzten acht Partien nur noch einen Punkt. Auch Mainz 05 konnte zum Saisonende nicht mehr zulegen und stieg nach drei Jahren Bundesliga-Zugehörigkeit in die zweite Liga ab. Der Hamburger SV zog nach einer starken Rückrunde (in der Rückrundentabelle Zweiter hinter dem Meister aus Stuttgart) noch in den internationalen Wettbewerb ein und qualifizierte sich über den UI-Cup für den UEFA-Pokal.

## Statistik

### Abschlusstabelle

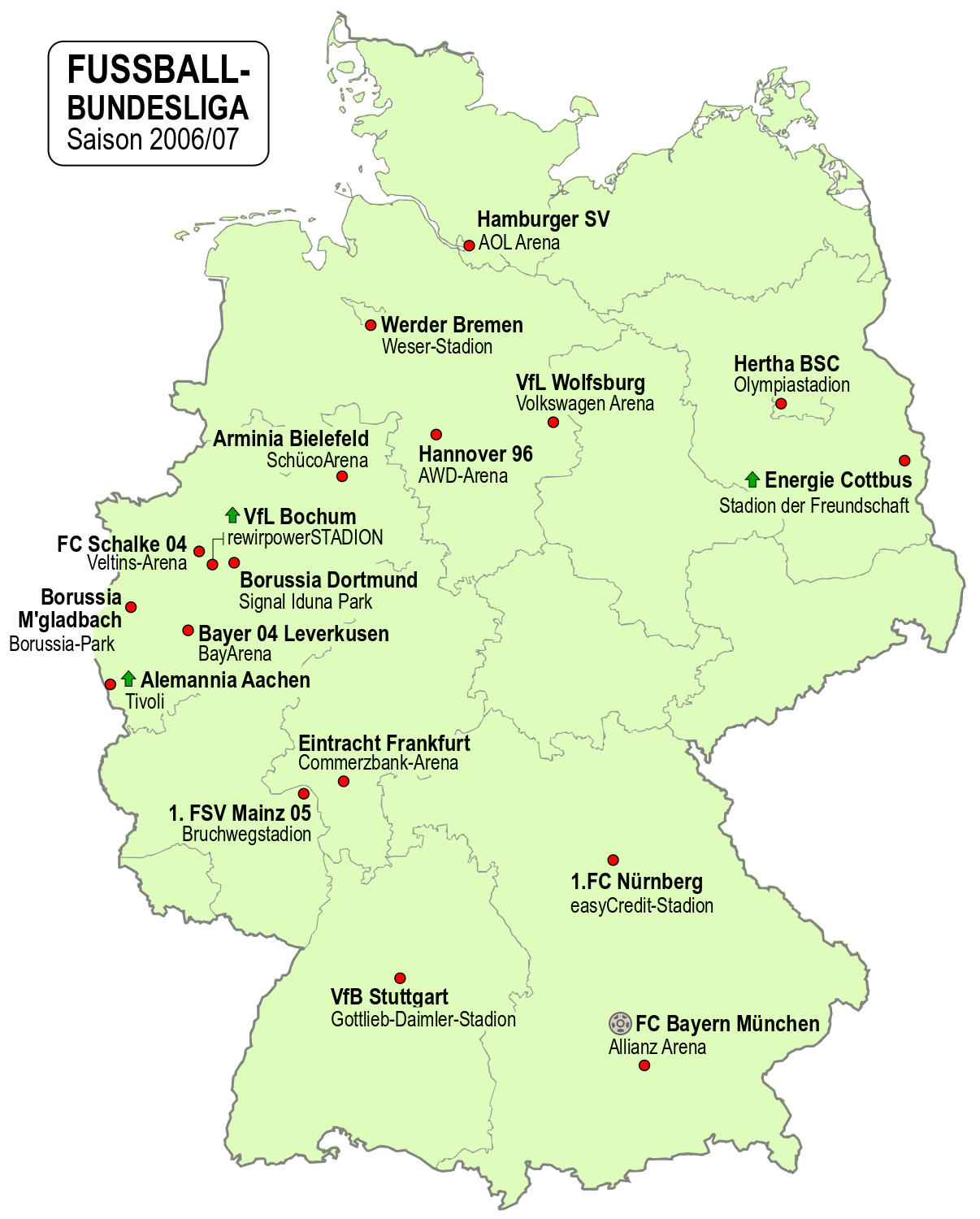
Teilnehmende Vereine im Überblick

| Pl. | Verein                   | Sp. | S  | U  | N  | Tore    | Diff. | Punkte |
| --- | ------------------------ | --- | -- | -- | -- | ------- | ----- | ------ |
| 1.  | VfB Stuttgart            | 34  | 21 | 7  | 6  | 061:370 | +24   | 70     |
| 2.  | FC Schalke 04            | 34  | 21 | 5  | 8  | 053:320 | +21   | 68     |
| 3.  | Werder Bremen            | 34  | 20 | 6  | 8  | 076:400 | +36   | 66     |
| 4.  | FC Bayern München (M, P) | 34  | 18 | 6  | 10 | 055:400 | +15   | 60     |
| 5.  | Bayer 04 Leverkusen      | 34  | 15 | 6  | 13 | 054:490 | +5    | 51     |
| 6.  | 1. FC Nürnberg           | 34  | 11 | 15 | 8  | 043:320 | +11   | 48     |
| 7.  | Hamburger SV             | 34  | 10 | 15 | 9  | 043:370 | +6    | 45     |
| 8.  | VfL Bochum (N)           | 34  | 13 | 6  | 15 | 049:500 | −1    | 45     |
| 9.  | Borussia Dortmund        | 34  | 12 | 8  | 14 | 041:430 | −2    | 44     |
| 10. | Hertha BSC               | 34  | 12 | 8  | 14 | 050:550 | −5    | 44     |
| 11. | Hannover 96              | 34  | 12 | 8  | 14 | 041:500 | −9    | 44     |
| 12. | Arminia Bielefeld        | 34  | 11 | 9  | 14 | 047:490 | −2    | 42     |
| 13. | Energie Cottbus (N)      | 34  | 11 | 8  | 15 | 038:490 | −11   | 41     |
| 14. | Eintracht Frankfurt      | 34  | 9  | 13 | 12 | 046:580 | −12   | 40     |
| 15. | VfL Wolfsburg            | 34  | 8  | 13 | 13 | 037:450 | −8    | 37     |
| 16. | 1. FSV Mainz 05          | 34  | 8  | 10 | 16 | 034:570 | −23   | 34     |
| 17. | Alemannia Aachen (N)     | 34  | 9  | 7  | 18 | 046:700 | −24   | 34     |
| 18. | Borussia Mönchengladbach | 34  | 6  | 8  | 20 | 023:440 | −21   | 26     |

| (M) | Deutscher Meister 2005/06                |
| (P) | DFB-Pokal-Sieger 2005/06                 |
| (N) | Aufsteiger aus der 2. Bundesliga 2005/06 |

### Kreuztabelle
Die Kreuztabelle stellt die Ergebnisse aller Spiele dieser Saison dar. Die Heimmannschaft ist in der linken Spalte aufgelistet und die Gastmannschaft in der oberen Reihe.
| 2006/07 | 2006/07                  | VfB Stuttgart | FC Schalke 04 | SV Werder Bremen | FC Bayern München | Bayer 04 Leverkusen | 1. FC Nürnberg | Hamburger SV | VfL Bochum | Borussia Dortmund | Hertha BSC | Hannover 96 |     | FC Energie Cottbus | Eintracht Frankfurt | VfL Wolfsburg | FSV Mainz 05 | Alemannia Aachen | Borussia Mönchengladbach |
| 01.     | VfB Stuttgart            |               | 3:0           | 4:1              | 2:0               | 3:0                 | 0:3            | 2:0          | 1:0        | 1:3               | 0:0        | 2:1         | 3:2 | 2:1                | 1:1                 | 0:0           | 2:0          | 3:1              | 1:0                      |
| 02.     | FC Schalke 04            | 1:0           |               | 2:0              | 2:2               | 0:1                 | 1:0            | 0:2          | 2:1        | 3:1               | 2:0        | 2:1         | 2:1 | 2:0                | 1:1                 | 2:0           | 4:0          | 2:1              | 2:0                      |
| 03.     | Werder Bremen            | 2:3           | 0:2           |                  | 3:1               | 2:1                 | 1:0            | 0:2          | 3:0        | 1:3               | 3:1        | 3:0         | 3:0 | 1:1                | 1:2                 | 2:1           | 2:0          | 3:1              | 3:0                      |
| 04.     | FC Bayern München        | 2:1           | 2:0           | 1:1              |                   | 2:1                 | 0:0            | 1:2          | 0:0        | 2:0               | 4:2        | 0:1         | 1:0 | 2:1                | 2:0                 | 2:1           | 5:2          | 2:1              | 1:1                      |
| 05.     | Bayer 04 Leverkusen      | 3:1           | 3:1           | 0:2              | 2:3               |                     | 2:0            | 1:2          | 1:4        | 2:1               | 2:1        | 0:1         | 1:2 | 3:1                | 2:2                 | 1:1           | 1:1          | 3:0              | 1:0                      |
| 06.     | 1. FC Nürnberg           | 4:1           | 0:0           | 1:2              | 3:0               | 3:2                 |                | 0:2          | 1:1        | 1:1               | 2:1        | 3:1         | 1:1 | 1:0                | 2:2                 | 1:1           | 1:1          | 1:0              | 1:0                      |
| 07.     | Hamburger SV             | 2:4           | 1:2           | 1:1              | 1:2               | 0:0                 | 0:0            |              | 0:3        | 3:0               | 1:1        | 0:0         | 1:1 | 1:1                | 3:1                 | 1:0           | 2:2          | 4:0              | 1:1                      |
| 08.     | VfL Bochum               | 2:3           | 2:1           | 0:6              | 1:2               | 1:3                 | 0:2            | 2:1          |            | 2:0               | 1:3        | 2:0         | 2:1 | 0:1                | 4:3                 | 0:1           | 0:1          | 2:2              | 2:0                      |
| 09.     | Borussia Dortmund        | 0:1           | 2:0           | 0:2              | 3:2               | 1:2                 | 0:0            | 1:0          | 1:1        |                   | 1:2        | 2:2         | 1:1 | 2:3                | 2:0                 | 1:0           | 1:1          | 0:0              | 1:0                      |
| 10.     | Hertha BSC               | 2:2           | 2:0           | 1:4              | 2:3               | 2:3                 | 2:1            | 2:1          | 3:3        | 0:1               |            | 4:0         | 1:1 | 0:1                | 1:0                 | 2:1           | 1:2          | 2:1              | 2:1                      |
| 11.     | Hannover 96              | 1:2           | 1:1           | 2:4              | 1:2               | 1:1                 | 0:3            | 0:0          | 0:2        | 4:2               | 5:0        |             | 1:1 | 2:0                | 1:1                 | 2:2           | 1:0          | 0:3              | 1:0                      |
| 12.     | Arminia Bielefeld        | 2:3           | 0:1           | 3:2              | 2:1               | 0:0                 | 3:2            | 1:1          | 1:3        | 1:0               | 2:2        | 3:1         |     | 3:1                | 2:4                 | 0:0           | 1:0          | 5:1              | 0:2                      |
| 13.     | Energie Cottbus          | 0:0           | 2:4           | 0:0              | 0:3               | 2:1                 | 1:1            | 2:2          | 0:0        | 2:3               | 2:0        | 0:1         | 2:1 |                    | 0:1                 | 3:2           | 2:0          | 0:2              | 3:1                      |
| 14.     | Eintracht Frankfurt      | 0:4           | 1:3           | 2:6              | 1:0               | 3:1                 | 2:2            | 2:2          | 0:3        | 1:1               | 1:2        | 2:0         | 0:3 | 1:3                |                     | 0:0           | 0:0          | 4:0              | 1:0                      |
| 15.     | VfL Wolfsburg            | 1:1           | 2:2           | 0:2              | 1:0               | 3:2                 | 1:1            | 1:0          | 3:1        | 0:2               | 0:0        | 1:2         | 2:3 | 0:0                | 2:2                 |               | 3:2          | 1:2              | 1:0                      |
| 16.     | 1. FSV Mainz 05          | 0:0           | 0:3           | 1:6              | 0:4               | 1:3                 | 2:1            | 0:0          | 2:1        | 1:0               | 1:1        | 1:2         | 1:0 | 4:1                | 1:1                 | 1:2           |              | 1:3              | 3:0                      |
| 17.     | Alemannia Aachen         | 2:4           | 0:1           | 2:2              | 1:0               | 2:3                 | 1:1            | 3:3          | 2:1        | 1:4               | 0:4        | 1:4         | 2:0 | 1:2                | 2:3                 | 2:2           | 2:1          |                  | 4:2                      |
| 18.     | Borussia Mönchengladbach | 0:1           | 0:2           | 2:2              | 1:1               | 0:2                 | 0:0            | 0:1          | 0:2        | 1:0               | 3:1        | 0:1         | 1:0 | 2:0                | 1:1                 | 3:1           | 1:1          | 0:0              |                          |

### Torschützenliste
Ebenso überraschend wie der Meisterschaftserfolg des VfB Stuttgart war der Gewinn der Torjägerkanone des griechischen Stürmers Theofanis Gekas, der erst während der laufenden Saison von Panathinaikos Athen zum VfL Bochum wechselte und dort auf Anhieb Fuß in der Bundesliga fasste. Hinter Gekas wurden der Schweizer Alexander Frei von Borussia Dortmund und Roy Makaay vom FC Bayern München mit jeweils 16 Treffern Zweiter in der Torschützenliste; beide waren jedoch bereits in großen europäischen Ligen Torschützenkönig geworden, Frei 2005 in Frankreich und Makaay 2003 in Spanien.

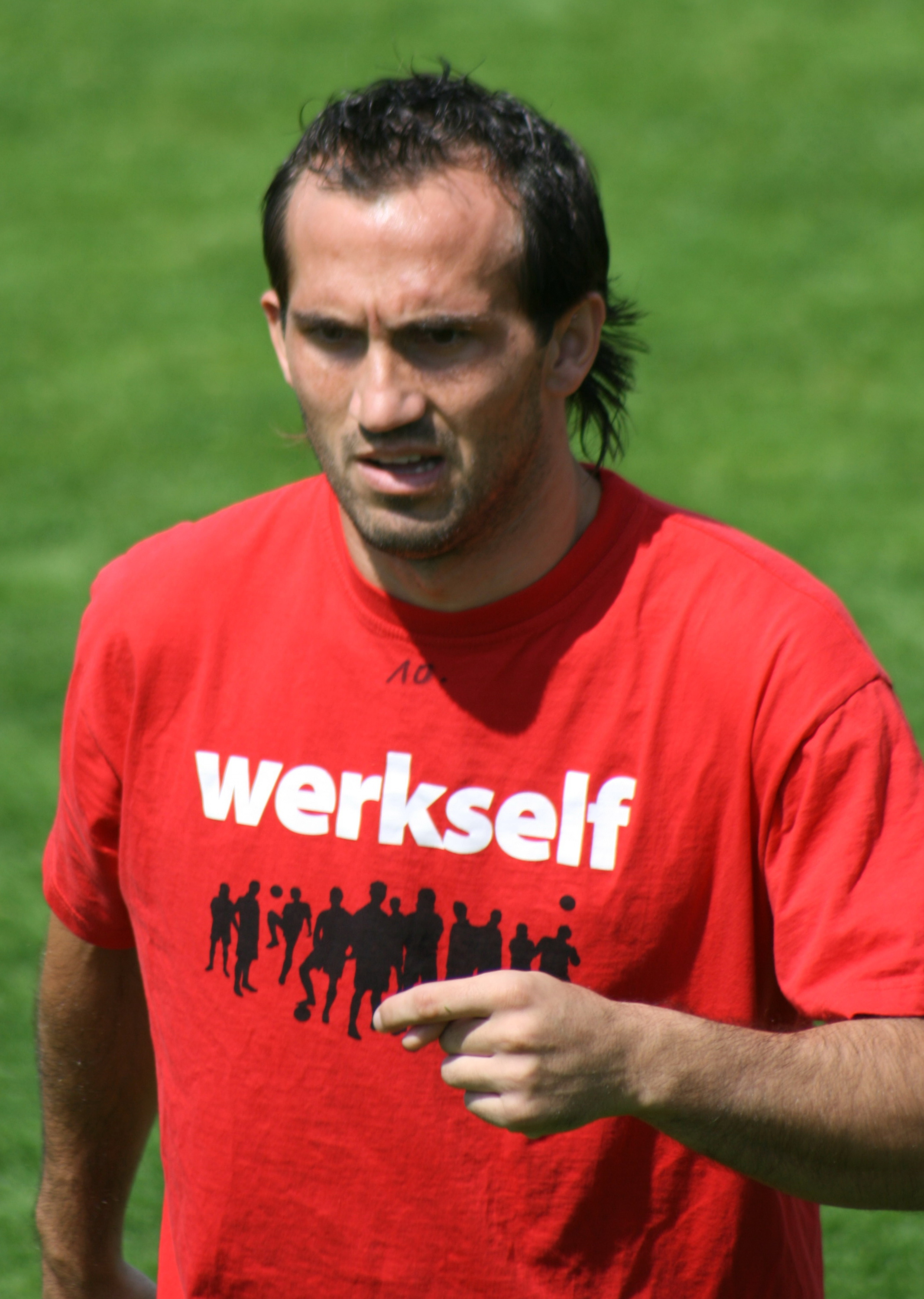
Theofanis Gekas

|   | Nat.         | Spieler         | Verein            | Tore |
| - | ------------ | --------------- | ----------------- | ---- |
| 1 | Griechenland | Theofanis Gekas | VfL Bochum        | 20   |
| 2 | Schweiz      | Alexander Frei  | Borussia Dortmund | 16   |
| 2 | Niederlande  | Roy Makaay      | FC Bayern München | 16   |
| 4 | Deutschland  | Kevin Kurányi   | FC Schalke 04     | 15   |
| 5 | Deutschland  | Mario Gómez     | VfB Stuttgart     | 14   |
| 5 | Serbien      | Marko Pantelić  | Hertha BSC        | 14   |
| 5 | Rumänien     | Sergiu Radu     | Energie Cottbus   | 14   |
| 5 | Agypten      | Mohamed Zidan   | FSV Mainz 05      | 14   |
| 9 | Brasilien    | Cacau           | VfB Stuttgart     | 13   |
| 9 | Brasilien    | Diego           | Werder Bremen     | 13   |
| 9 | Deutschland  | Miroslav Klose  | Werder Bremen     | 13   |

## Zuschauerschnitt
Der Zuschauerschnitt in der Saison 2006/07 betrug 39.957 Zuschauer, der zweitbeste Wert der Bundesligageschichte nach 2005/06. Zuschauerkrösus war auch in dieser Saison wieder Borussia Dortmund (72.652 Zuschauer) vor Bayern München (68.465) und Schalke 04 (61.348). Am Ende der Rangliste befand sich Energie Cottbus mit durchschnittlich 16.070 zahlenden Gästen.

## Eingesetzte Schiedsrichter
| Name              | Geboren    | Landesverband | Anz. d. Spiele | Gelbe Karte | Gelb-Rote Karte | Rote Karte | Anmerkung |
| ----------------- | ---------- | ------------- | -------------- | ----------- | --------------- | ---------- | --- |
| Felix Brych       | 03.08.1975 | Bayern        | 18             | 62          | 4               | 0          | FIFA-Schiedsrichter ab 2007                                                                                  |
| Jochen Drees      | 15.03.1970 | Südwest       | 10             | 35          | 1               | 1          | |
| Herbert Fandel    | 09.03.1964 | Rheinland     | 22             | 93          | 4               | 4          | FIFA-Schiedsrichter                                                                                          |
| Helmut Fleischer  | 22.03.1964 | Bayern        | 17             | 64          | 2               | 0          | FIFA-Schiedsrichter bis Ende 2006                                                                            |
| Peter Gagelmann   | 09.06.1968 | Bremen        | 18             | 59          | 3               | 5          | |
| Manuel Gräfe      | 21.09.1973 | Berlin        | 17             | 82          | 2               | 4          | FIFA-Schiedsrichter ab 2007                                                                                  |
| Michael Kempter   | 28.01.1983 | Südbaden      | 6              | 27          | 1               | 2          | Neuling |
| Thorsten Kinhöfer | 27.06.1968 | Westfalen     | 17             | 78          | 4               | 1          | FIFA-Schiedsrichter                                                                                          |
| Knut Kircher      | 02.02.1969 | Württemberg   | 21             | 77          | 0               | 2          | FIFA-Schiedsrichter                                                                                          |
| Markus Merk       | 15.03.1962 | Südwest       | 24             | 61          | 0               | 0          | FIFA-Schiedsrichter                                                                                          |
| Florian Meyer     | 21.11.1968 | Niedersachsen | 20             | 67          | 3               | 2          | FIFA-Schiedsrichter                                                                                          |
| Günter Perl       | 23.12.1969 | Bayern        | 16             | 44          | 0               | 2          | |
| Babak Rafati      | 28.05.1970 | Niedersachsen | 14             | 52          | 1               | 0          | |
| Markus Schmidt    | 31.08.1973 | Württemberg   | 7              | 33          | 0               | 1          | |
| Marc Seemann      | 20.04.1973 | Niederrhein   | 06             | 19          | 0               | 2          | Neuling |
| Peter Sippel      | 06.10.1969 | Bayern        | 16             | 44          | 0               | 2          | FIFA-Schiedsrichter                                                                                          |
| Wolfgang Stark    | 20.11.1969 | Bayern        | 21             | 88          | 0               | 2          | FIFA-Schiedsrichter                                                                                          |
| Franz-Xaver Wack  | 05.03.1965 | Bayern        | 6              | 28          | 1               | 0          | FIFA-Schiedsrichter bis Ende 2006, kam wegen einer Verletzung nur auf wenig Einsätze letzte Bundesligasaison |
| Lutz Wagner       | 27.05.1963 | Hessen        | 13             | 37          | 2               | 4          | |
| Michael Weiner    | 21.03.1969 | Niedersachsen | 17             | 81          | 0               | 1          | FIFA-Schiedsrichter                                                                                          |

## Die Meistermannschaft des VfB Stuttgart
| 1. | VfB Stuttgart |
|    | - Tor: Timo Hildebrand (33/-); Michael Langer (1/-); Dirk Heinen (-/-) - Abwehr: Matthieu Delpierre (33/-); Ricardo Osorio (27/1); Serdar Taşçı (26/2); Ludovic Magnin (22/1); Fernando Meira (20/3); Arthur Boka (19/1); Andreas Beck (4/-); Markus Babbel (2/-) - Mittelfeld: Roberto Hilbert (34/7); Pável Pardo (33/1); Thomas Hitzlsperger (30/7); Antônio da Silva (28/-); Sami Khedira (22/4); Christian Gentner (15/-); Daniel Bierofka (12/-) - Angriff: Cacau (32/13); Marco Streller (27/5); Mario Gómez (25/14); Benjamin Lauth (11/1); Alexander Farnerud (9/-) - Trainer: Armin Veh |

* Jon Dahl Tomasson (4/-), Silvio Meißner (1/-) und Bernd Nehrig (1/-) haben den Verein während der Saison verlassen.